# Guerre de Radagaise
 (juin 2024).
La mise en forme du texte ne suit pas les recommandations de Wikipédia : il faut le « wikifier ».
Les points d'amélioration suivants sont les cas les plus fréquents. Le détail des points à revoir est peut-être précisé sur la page de discussion.
- Les titres sont pré-formatés par le logiciel. Ils ne sont ni en capitales, ni en gras.
- Le texte ne doit pas être écrit en capitales (les noms de famille non plus), ni en gras, ni en italique, ni en « petit »…
- Le gras n'est utilisé que pour surligner le titre de l'article dans l'introduction, une seule fois.
- L'italique est rarement utilisé : mots en langue étrangère, titres d'œuvres, noms de bateaux, etc.
- Les citations ne sont pas en italique mais en corps de texte normal. Elles sont entourées par des guillemets français : « et ».
- Les listes à puces sont à éviter, des paragraphes rédigés étant largement préférés. Les tableaux sont à réserver à la présentation de données structurées (résultats, etc.).
- Les appels de note de bas de page (petits chiffres en exposant, introduits par l'outil «  Source ») sont à placer entre la fin de phrase et le point final[comme ça].
- Les liens internes (vers d'autres articles de Wikipédia) sont à choisir avec parcimonie. Créez des liens vers des articles approfondissant le sujet. Les termes génériques sans rapport avec le sujet sont à éviter, ainsi que les répétitions de liens vers un même terme.
- Les liens externes sont à placer uniquement dans une section « Liens externes », à la fin de l'article. Ces liens sont à choisir avec parcimonie suivant les règles définies. Si un lien sert de source à l'article, son insertion dans le texte est à faire par les notes de bas de page.
- La présentation des références doit suivre les conventions bibliographiques. Il est recommandé d'utiliser les modèles {{Ouvrage}}, {{Chapitre}}, {{Article}}, {{Lien web}} et/ou {{Bibliographie}}. Le mode d'édition visuel peut mettre en forme automatiquement les références.
- Insérer une infobox (cadre d'informations à droite) n'est pas obligatoire pour parachever la mise en page.

Pour une aide détaillée, merci de consulter Aide:Wikification.
Si vous pensez que ces points ont été résolus, vous pouvez retirer ce bandeau et améliorer la mise en forme d'un autre article.
La guerre de Radagaise est un conflit dans le nord de l'Italie qui a duré de 405 à 406 entre l'Empire d'Occident et les Goths. Ce conflit est provoqué par l'invasion de Radagaise en 405. Il envahit l'Empire romain d'Occident avec une énorme armée peu de temps après que l'empire eut mis fin à une guerre avec les Wisigoths. En raison de la taille de l'armée barbare, les Romains durent déployer d'énormes efforts pour éviter ce danger. Le commandant en chef Stilicon participa étroitement aux préparatifs et dirigea personnellement les opérations de l'armée.

## Contexte
À la fin du IVe siècle, les Huns, peuple provenant d'Asie centrale, arrivent en Europe. À partir de 395, alors qu'ils séjournaient au nord de la mer Noire, ils attaquèrent par vagues l'Empire romain d'Orients. Leur arrivée a bouleversé les populations déjà installées dans la région. Par peur, divers peuples ont quitté leurs habitats pour aller s'installer ailleurs. Ce mouvement est probablement à l'origine de la migration des Goths, qui eurent de mauvaises expériences avec les Huns menés par Uldin. Radagaise était un chef goth qui conduisit son "peuple" de la grande plaine hongroise vers l'Italie. Malgré ce que Zosime en dit, la plupart des autres sources décrivent les partisans de Radagaise comme des Goths et précisent qu'il était leur roi. Un groupe d'Alains et de Vandales marcha aux côtés des Goths.
Une autre explication de l'arrivée de Radagaise est que la négligence du gouvernement occidental face à la menace posée par les peuples rassemblés à ses frontières a provoqué une crise qui a conduit Radagaise à envahir l'empire dans l'espoir d'obtenir de nouvelles terres et des concessions du gouvernement.

## Le raid de Radagaise
Lorsque Radagaise apparut à la frontière de l'Empire romain d'Occident en 406, il était accompagné d'une armée importante. Selon Zosime, le peuple de Radagaise était composé de 400 000 personnes, Orose mentionne un nombre de 200 000. Les historiens modernes suggèrent que ses forces comptaient probablement environ 20 000 guerriers. Ces guerriers étaient accompagnés de leurs familles, ce qui signifie que la taille totale du groupe de Radagaise aurait pu approcher les 100 000 personnes. Ils traversèrent le Danube et suivirent une route à travers la Pannonie occidentale jusqu'aux provinces alpines du nord et descendirent en Italie via le col du Brenner. Ceci est corroboré par les découvertes archéologiques de jarres à pièces de monnaie, enterrées par des habitants qui apparemment étaient au courant de l'arrivée de Radagaise. À cette époque, Flavia Solva a été incendiée et en grande partie abandonnée et Aguntum a été détruite par un incendie. Un nombre indéterminé de réfugiés ont fui devant son armée alors qu'elle traversait les Alpes.
Étonnamment, Radagaise ne rencontra aucune résistance significative de la part de l'armée romaine en cours de route. La cour impériale avait récemment déménagé à Ravenne, où Stilicon avait stationné le gros de ses armées de campagne palatines à proximité, non seulement pour garantir la protection de la cour, mais aussi pour superviser les provinces illyriennes occidentales où Alaric resta après son retrait de la guerre de 402. De plus, les passages à travers les Alpes n'étaient pas ou peu défendus, car les garnisons alpines avaient été dévastées par les guerres précédentes et la chaîne de montagnes n'a jamais été entièrement occupée après 395.

## Force et préparation militaire de Stilicon
L'armée de Radagaise était d'une telle taille que Stilicon n'osa pas l'attaquer avec son armée de campagne. L'armée de Radagaise ravagea l'Italie des Alpes à la Toscane pendant plus de six mois avant que Stilicon ne rassemble une force suffisamment importante pour lui faire face. Le fait que certaines villes aient été prises d'assaut et qu'elles étaient très probablement toutes fortifiées, était déjà assez inquiétant en soi.
Stilicon mit en position un total de trente numéros de l'armée romaine. Avec les troupes auxiliaires des Alains et des Huns, il réussit à créer une force comprise entre 15 000 et 20 000 hommes, mais peut-être même plus petite. Compte tenu de l'ampleur du danger, il est raisonnable de supposer qu'il a également mobilisé des troupes stationnées en Gaule, comme il l'avait fait auparavant lors de l'invasion de l'Italie par Alaric. Cependant, le déploiement de cette armée fut continuellement reporté, car en avril 406, des soldats étaient encore recrutés et même des esclaves étaient recrutés dans l'armée sur la promesse de liberté et d'une récompense de deux solidi. Finalement, les auxiliaires huns d'Uldin arrivèrent en Italie, renforçant l'armée de Stilicon.

## Contre-attaque de Stilicon
Durant le mois d'août, Stilicon a finalement osé défier Radagaise sur le terrain lorsqu'une excellente opportunité s'est présentée. Radagaise avait divisé son armée en trois, sous des chefs différents. Contrairement à l'armée impériale, il n'avait pas la logistique nécessaire pour nourrir un si grand nombre de partisans en territoire ennemi, les éléments de son armée devaient se nourrir eux-mêmes.

### Défection de Sarus
Stilicon a réussi à prendre contact avec l'un de ces groupes qui était dirigé par le Goth Sarus et à le persuader de faire défection. En échange d'une rançon, lui et ses guerriers ont fait défection du côté romain. Heather suggère que c'est derrière l'acquisition par Stilicho de 12 000 des meilleurs de Radagaise.

### Destruction des Alains et des Vandales par les Huns
Selon Heather, le troisième groupe était constitué des Alains et des Vandales qui avaient rejoint Radagaise au début du raid. Lorsque les troupes auxiliaires d'Uldin arrivent, leur première tâche est d'attaquer ce groupe  avec lequel Stilicon gardait en réserve ses troupes romaines avant de les autoriser à participer à la bataille. Concernant les groupes d'Alains et de Vandales nous sommes brièvement informés par Orose qui évoque un massacre des Alains par les Huns. La description d'Orose est confirmée par Zosime ainsi que par le Chroniqueur gaulois de 452. Cet événement concerne une description des Huns de Stilicon massacrant le troisième groupe de l'armée de Radagaise. Stilicon ne pouvait pas donner la priorité à la traque des bandes en fuite car il devait marcher rapidement plus au sud pour soumettre l'hôte de Sarus et vaincre la force principale de Radagaise.
L'hypothèse la plus probable est que les barbares en fuite étaient en fait un vestige de la troisième force de Radagaise, composée principalement de Vandales et d'Alains, qui ont fui du nord de l'Italie vers la Rhétie à travers les Alpes.

### Bataille de Fiesole
De Pavie, la force principale de Stilicon marche contre Radagaise, qui se trouve près de la ville de Florence, assiégée par son armée gothique. Dans les collines des Apennins près de Fiesole, l'armée de Stilicon rencontre l'armée d'Uldin et l'armée gothique de Sarus. Ensemble, ils partent pour Florence. L'armée de Stilicon est désormais plusieurs fois plus nombreuse que celle de Radagaise et parvient à encercler l'armée ennemie. Les Romains évitèrent autant que possible la confrontation directe et maintinrent l’encerclement fermé. Bientôt, la famine éclate parmi les assiégés. Les barbares tentent à plusieurs reprises de s'échapper, toujours sans succès et lorsque des combats ont lieu, c'est l'armée défection des Goths de Sarus qui est déployée par Stilicon contre les forces de Radagaise. Selon Orose, Sarus a joué un rôle de premier plan dans la bataille. Finallement, Radagaise réalise le désespoir de sa situation et se rend. Il capitule le 23 août. Bien qu'on lui ait promis des conditions acceptables, comme éventuellement la conclusion d'une alliance avec les Romains, Stilicon le fait immédiatement décapiter.

## Conséquences
La victoire sur Radagaise est accueillie avec une grande joie à Rome. En l'honneur de Stilicon, un arc de triomphe et un monument sont érigés dans le Forum pour célébrer la victoire et « l'amour exceptionnel de Stilicon pour le peuple romain ».
La victoire de Florence peut être considérée comme le contre-exemple de la défaite romaine d'Andrinople (378). Cela montre de quoi l’armée romaine tardive était encore capable. Grâce à une bonne logistique, une stratégie et une diplomatie habile, il a réussi à vaincre un adversaire numériquement supérieur composé de différentes ethnies. Stilicon a remporté la plus grande victoire de sa carrière avec sa victoire dans la guerre de Radagaise.
La victoire avait aussi un revers. Afin de vaincre Radagaise, Stilicon dut dégager une partie des frontières rhénanes de ses troupes. Fin décembre 405 ou 406 après J.-C., un hiver très rigoureux fit geler les eaux du Rhin et un important contingent de Vandales, Alains et Suèves traversa et envahit les provinces de la Gaule ( passage du Rhin ). Cette invasion a conduit l'armée de Bretagne à se révolter et à traverser le continent sous l'usurpateur Constantin III, après quoi les provinces de Gaule et d'Espagne sont tombées hors du pouvoir de l'empereur Honorius. Stilicon fut accusé par plusieurs de ses concurrents à la cour impériale d'avoir incité les Vandales, les Alains et les Suèves à envahir la Gaule afin de profiter de l'affaiblissement de l'empire et de revendiquer le trône pour lui-même. Ces allégations conduisent finalement à la chute de Stilicon en 408.

## Sources
Sources primaires:
- Orose
- Zosime, écrivain d'histoire grecque, dans son "Historia Nova"
- Prosper
- Marcellin
- Chronica Gallica de 452

Sources secondaires
- Birley, Anthony R., The Roman Government of Britain, Oxford University Press, 2005, (ISBN 0-19-925237-8)
- Jones, Arnold Hugh Martin, John Robert Martindale, John Morris, The Prosopography of the Later Roman Empire, Vol. II, Cambridge University Press, 1992, (ISBN 0-521-20159-4)
- Bury, J.B., A History of the Later Roman Empire van Arcadius tot Irene, Vol. I (1889)
- Th. Burns, Barbarians within the Gates of Rome: A Study of Roman Military Policy and the Barbarians, CA. 375–425 A.D. Bloomington and Indianapolis (1994).
- Herwig Wolfram, History of the Goths (1979) 1988, "Radagaisus and his contribution to the Visigothic ethnogenesis" pag. 168f
- Heather, P. (2005), The Fall of the Roman Empire,  (ISBN 978-0-19-515954-7).
- Jeroen W.P. Wijnendaele (2016), Stilicho, Radagaisus, and the So-Called “Battle of Faesulae” (406 CE), Journal of Late Antiquity 9.1 (Spring): 267–284, Johns Hopkins University Press
- Drinkwater, « The usurpers Constantine III (407–411) and Jovinus (411–413) », Britannia, vol. 29,‎ 1998